# Helmert Bank
Helmert Bank är en sandbank i Antarktis. Den ligger i havet utanför Östantarktis. Argentina och Storbritannien gör anspråk på området.